# Congolese regenwouden

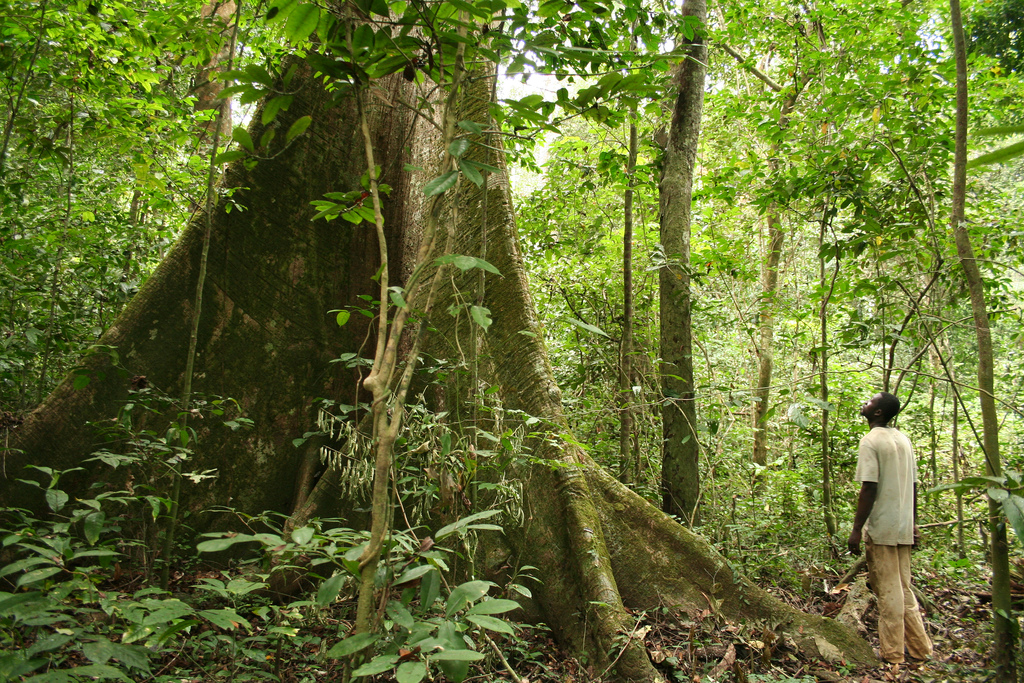
Regenwoud in Gabon

De Congolese regenwouden vormen een brede band van tropische laagland- en moerasbossen in het rivierbekken van de Kongo en haar zijrivieren. Het gebied beslaat het zuidoosten van Kameroen, het oosten van Gabon, het noorden en midden van Congo-Brazzaville, het noorden en midden van Congo-Kinshasa en het zuiden en zuidwesten van de Centraal-Afrikaanse Republiek.
De Congolese regenwouden zijn verdeeld in vijf ecoregio's, die het grootste deel van de regenwouden in het Kongobekken bevatten. Het bekken bevat daarnaast nog drie overige ecoregio's, die zowel regenwouden als savannes bevatten.

## Ecologie

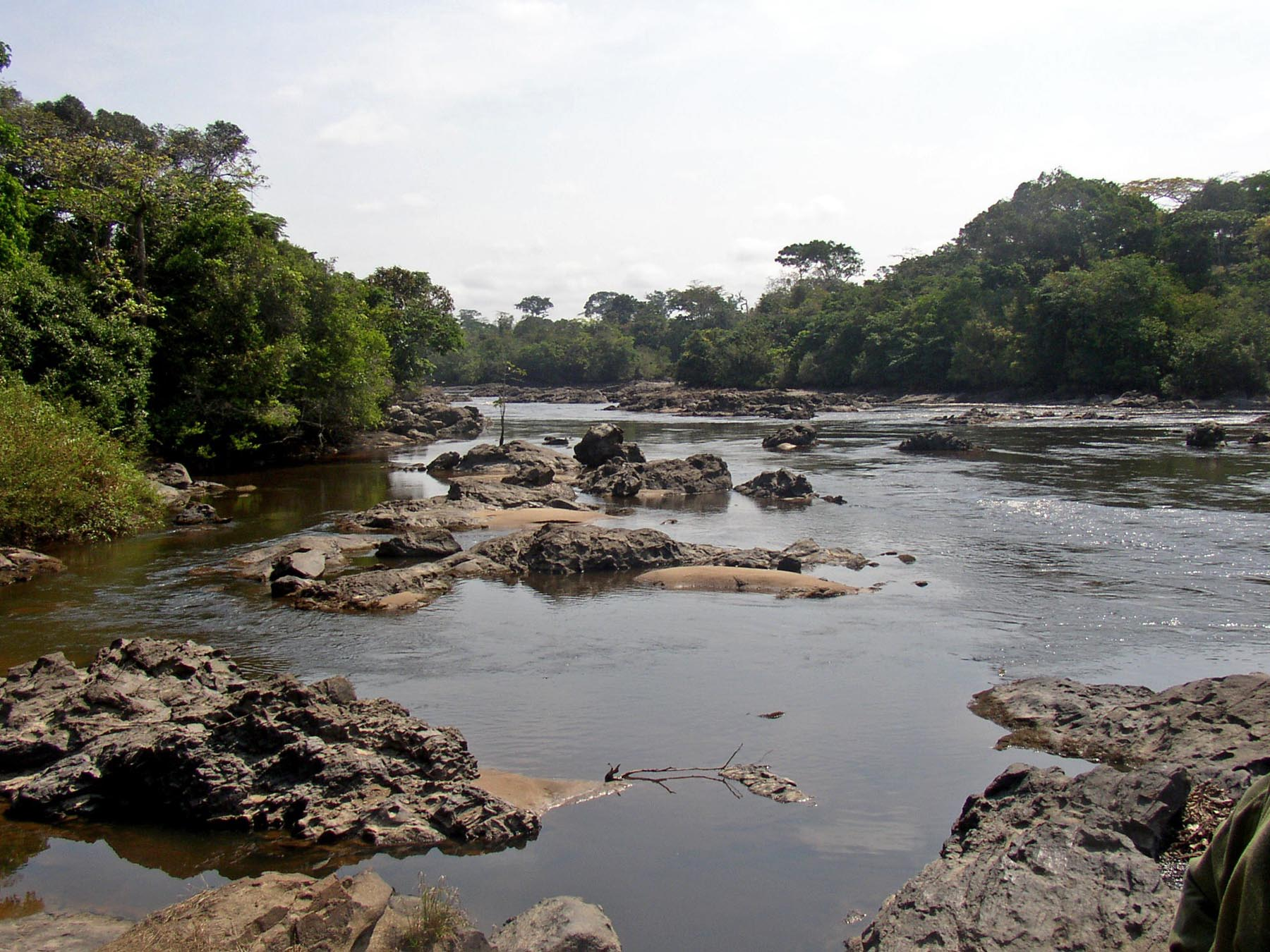
Het Okapiwildpark in Congo-Kinshasa

De regenwouden van het Kongobekken vormen het grootste aaneengesloten regenwoud na het Amazoneregenwoud. Ze bevatten een kwart van de resterende regenwouden op Aarde. Gedurende de jaren 2000 verloor het gebied 0,3% van haar bos-oppervlak. Hiermee heeft de regio het laagste ontbossingsgehalte van alle belangrijke tropische bosgebieden.
Een groot deel van het bosgebied staat permanent of tijdens de regenseizoenen onder water. Veel van deze gebieden worden zelden door menselijke activiteiten verstoord en zijn daardoor relatief ongerept. Met name de moerasbossen hebben de reputatie vrijwel ondoordringbaar te zijn.
De Congolese regenwouden kennen een hoge biodiversiteit met een hoog endemisch gehalte. Men schat dat er zo'n 10.000 plantensoorten vertegenwoordigd zijn. De wouden huisvesten een groot aantal bedreigde diersoorten, waaronder de bosolifant, okapi, bongo, westelijke laaglandgorilla, chimpansee en bonobo.

## Ecoregio's

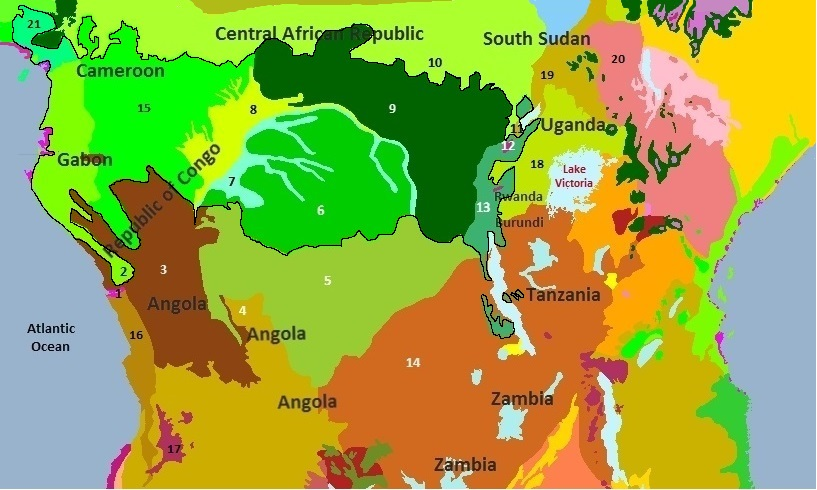
Ecoregio's van het Kongobekken (zwart omlijnd):
2: Atlantische equatoriale kustbossen (AT0102); 6: Centrale Congolese laaglandbossen (AT0104); 7: Oostelijke Congolese moerasbossen (AT0110); 8: Westelijke Congolese moerasbossen (AT0129); 9: Noordoostelijke Congolese laaglandbossen (AT0124); 13: Montane bossen van het Albertine Rift (AT0101); 15: Noordwestelijke Congolese laaglandbossen (AT0126); 21: Kustbossen van Cross-Sanaga-Bioko (AT0107)

Het World Wide Fund for Nature verdeelt de Congolese regenwouden in vijf afzonderlijke ecoregio's:
- Noordwestelijke Congolese laaglandbossen (Kameroen, Centraal-Afrikaanse Republiek, Gabon, Congo-Brazzaville)
- Centrale Congolese laaglandbossen (Congo-Kinshasa)
- Noordoostelijke Congolese laaglandbossen (Congo-Kinshasa, Centraal-Afrikaanse Republiek)
- Westelijke Congolese moerasbossen (Congo-Brazzaville, Congo-Kinshasa)
- Oostelijke Congolese moerasbossen (Congo-Kinshasa, Centraal-Afrikaanse Republiek)

## Ontbossing
Om de ontbossing tegen te gaan, vaardigde de Congolese regering, in ruil voor steun van de Wereldbank, in 2002 al een moratorium op houtkapvergunningen uit, maar ondanks die maatregel werden op grote schaal clandestiene deals afgesloten met in tropisch hout handelende multinationals. Uit een onderzoek in 2018 bleek een verband tussen de sterk toegenomen Chinese import van illegaal hout uit, en de ontbossing in de Congolese regenwouden. De verklaring is mogelijk te zoeken bij de toegenomen vraag naar meubilair op de Amerikaanse markt. Voor kostbare houtsoorten speelt ook de binnenlandse Chinese vraag naar luxemeubilair.